# Great Inagua Island
Great Inagua Island är en ö i Bahamas.   Den ligger i distriktet Inagua, i den sydöstra delen av landet, 600 km sydost om huvudstaden Nassau. Arean är 1 551 kvadratkilometer.
Terrängen på Great Inagua Island är mycket platt. Öns högsta punkt är 32 meter över havet. Den sträcker sig 47,4 kilometer i nord-sydlig riktning, och 72,1 kilometer i öst-västlig riktning.
Följande samhällen finns på Great Inagua Island:
- Matthew Town

Trakten runt Great Inagua Island består i huvudsak av gräsmarker. Trakten runt Great Inagua Island är nära nog obefolkad, med mindre än två invånare per kvadratkilometer.